# Leopold Haffmans
Johannes Hendrik Leopold (Leopold) Haffmans (Horst, 20 februari 1826 - Kessel, 16 september 1896) was een Nederlandse uitgever, journalist en RK-politicus.
Hij werd geboren in het Limburgse Horst en werd kantonrechter in Venlo. Haffmans was een voorman van de katholieken en een opvallend Tweede Kamerlid in de negentiende eeuw.  
Als redacteur van het Venloosch Weekblad was hij een journalistieke tegenstander van de liberalen. In zijn blad werd een corruptieschandaal rond minister Betz onthuld. Hij werd door minister Jolles niet herbenoemd als kantonrechter en interpelleerde zelf de minister daarover. 
Als voorzitter van de Katholieke Kamerclub was Haffmans een tegenstander van de progressief-katholieke Schaepman. Hij hield hem lang buiten de 'club'.
- Biografisch Portaal: 26606062
- Gemeinsame Normdatei: 130095370
- International Standard Name Identifier: 0000 0000 6151 5666
- Nederlandse Thesaurus van Auteursnamen: 176739297
- Parlement.com: vg09ll1clly7
- Virtual International Authority File: 23237344
- WorldCat: E39PBJcwFHdpfbvHQqTvHcctrq